# التلال المتجعدة

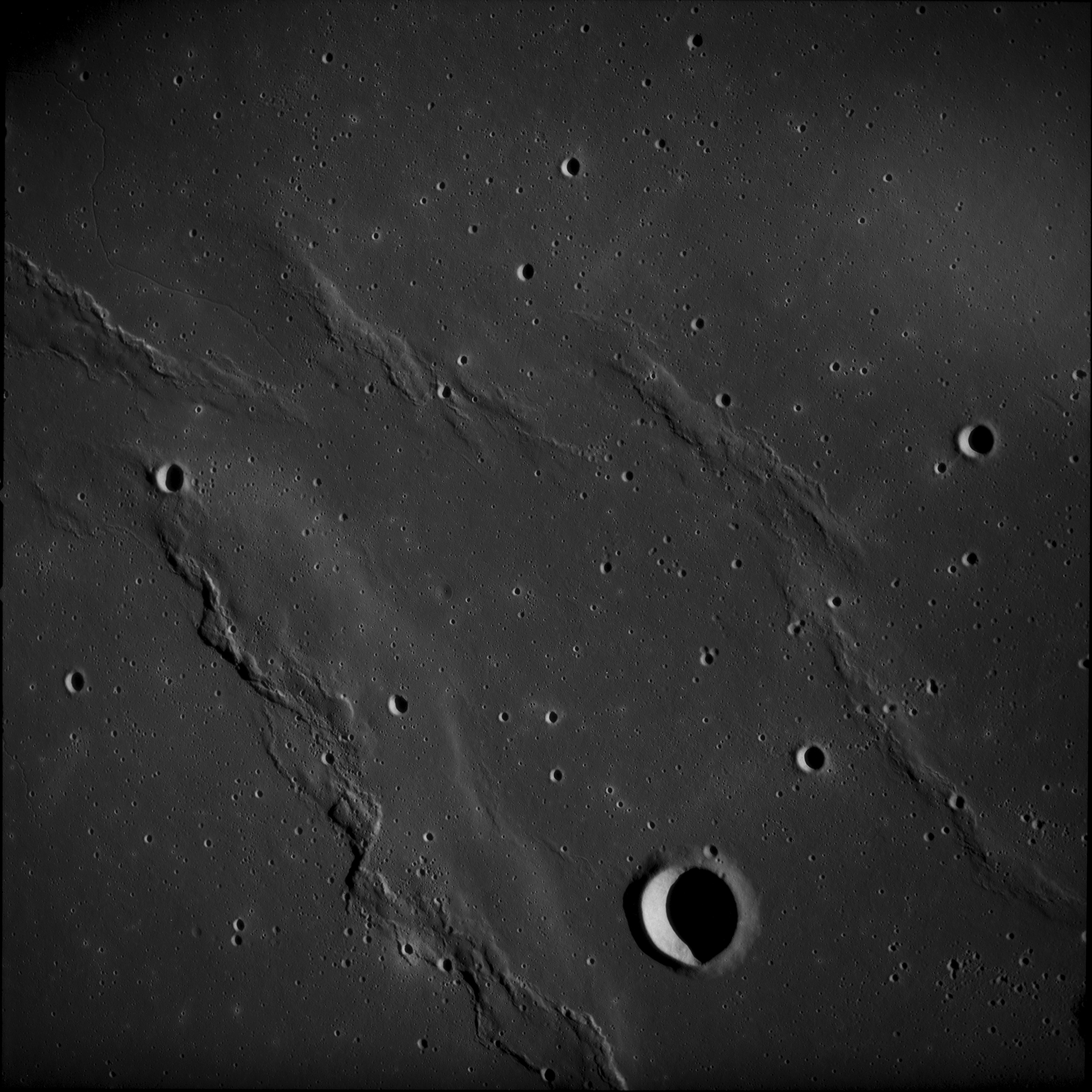
سلسلة تلال متجعدة غير مسماة بالقرب من حفرة القمر فلامستيد، محيط العواصف، من أبولو 12

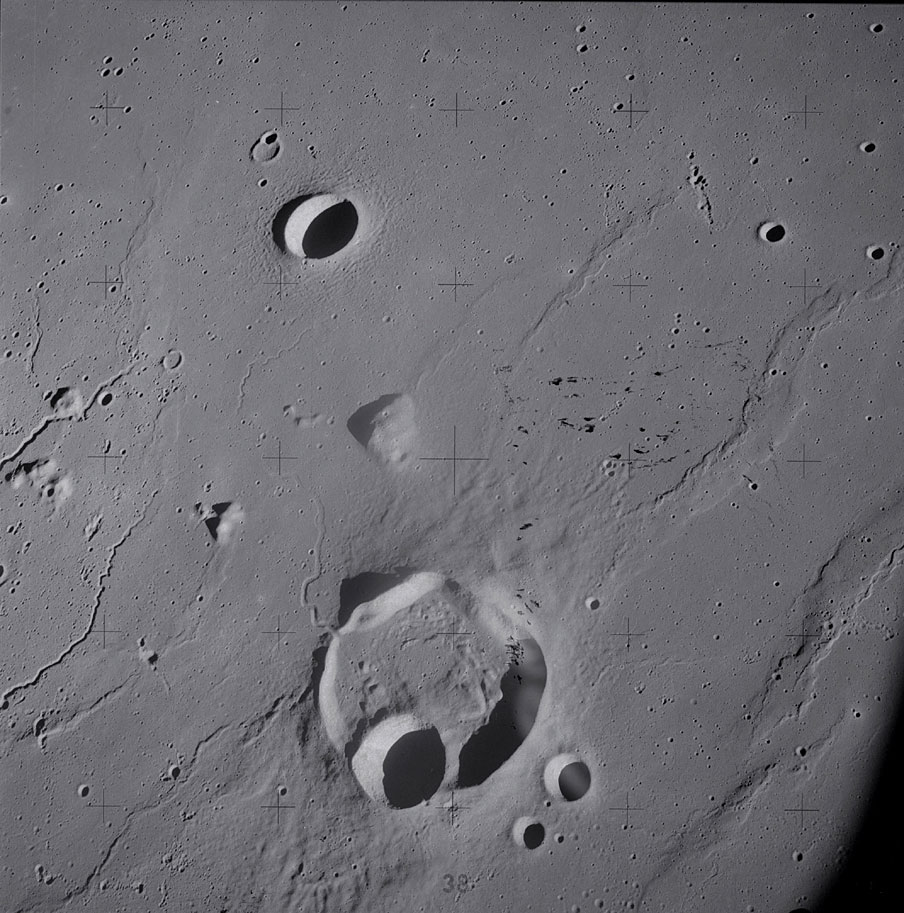
حفرة القمر كريجر والمناطق المجاورة، تظهر سلسلة التلال المتجعدة في المار المحيطة والطرق المتعرجة على طول الحافة اليسرى، من أبولو 15.

التلال المتجعدة هي إحدى الخصائص المتوفرة بشكل عام على بحار القمر. هذه الخصائص منخفضة، نتوء متعرج تشكلت على سطح الميرحيث يمكن أن تمتد لما يصل إلى مئات من الكيلومترات. التلال المتجعدة هي ميزات تكتونية تنشئ عندما تبرد الحمم البازلتية تتصل بها. غالباً ما تحدد هياكل حلقات مدفونة داخل المير، تتبع الأنماط الدائرية المحددة للمير، أو تتقاطع مع القمم البارزة. وتسمى أحيانا الأوردة بسبب تشابهها مع الأوردة التي تبرز من تحت الجلد. يتم العثور عليها بالغالب بالقرب من الحفر القمرية.

## معرض الصور

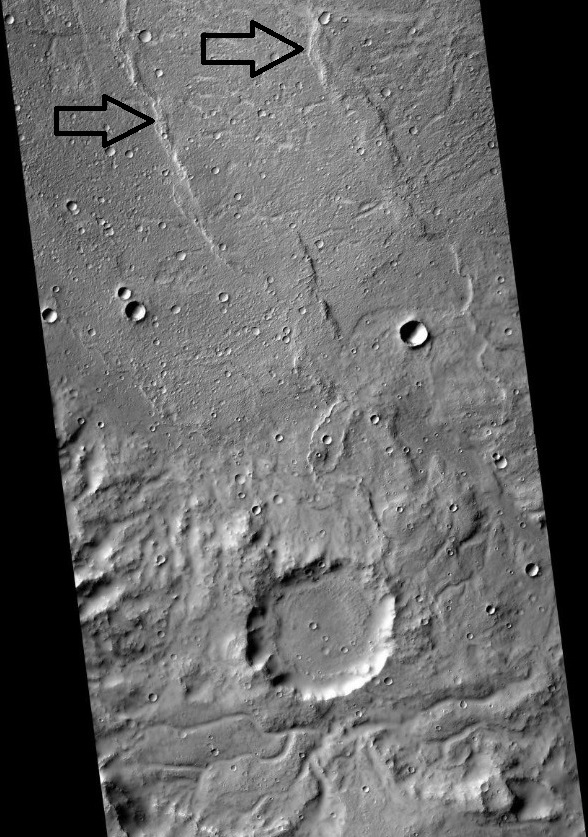
Floor and eroded south wall of the crater Flaugergues on Mars. Arrows point to wrinkle ridges.

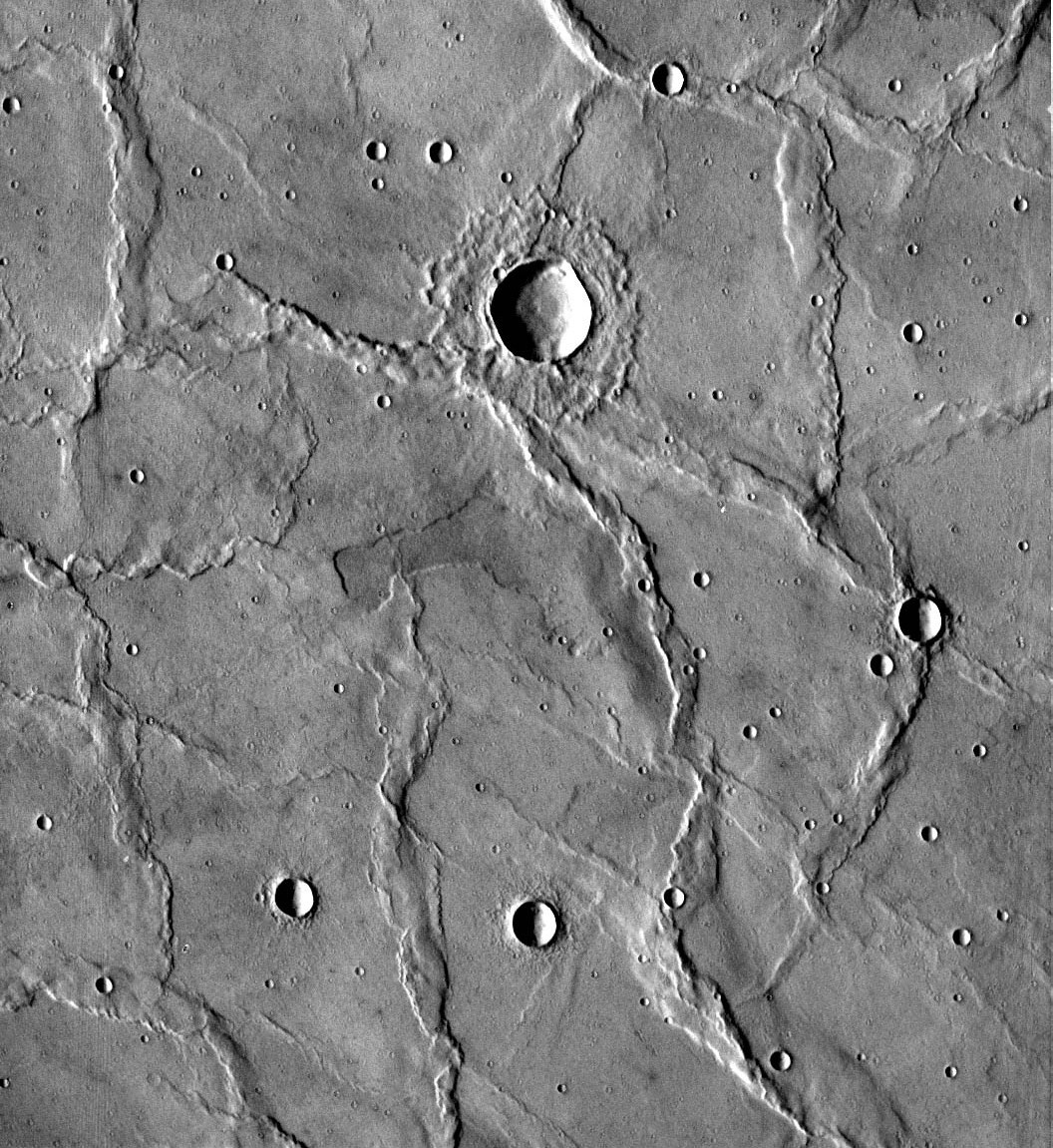
Wrinkle ridges in Hesperia Planum, Mars, as seen by Viking  The wrinkle ridges go in different directions so compressional forces may have changed direction over time.

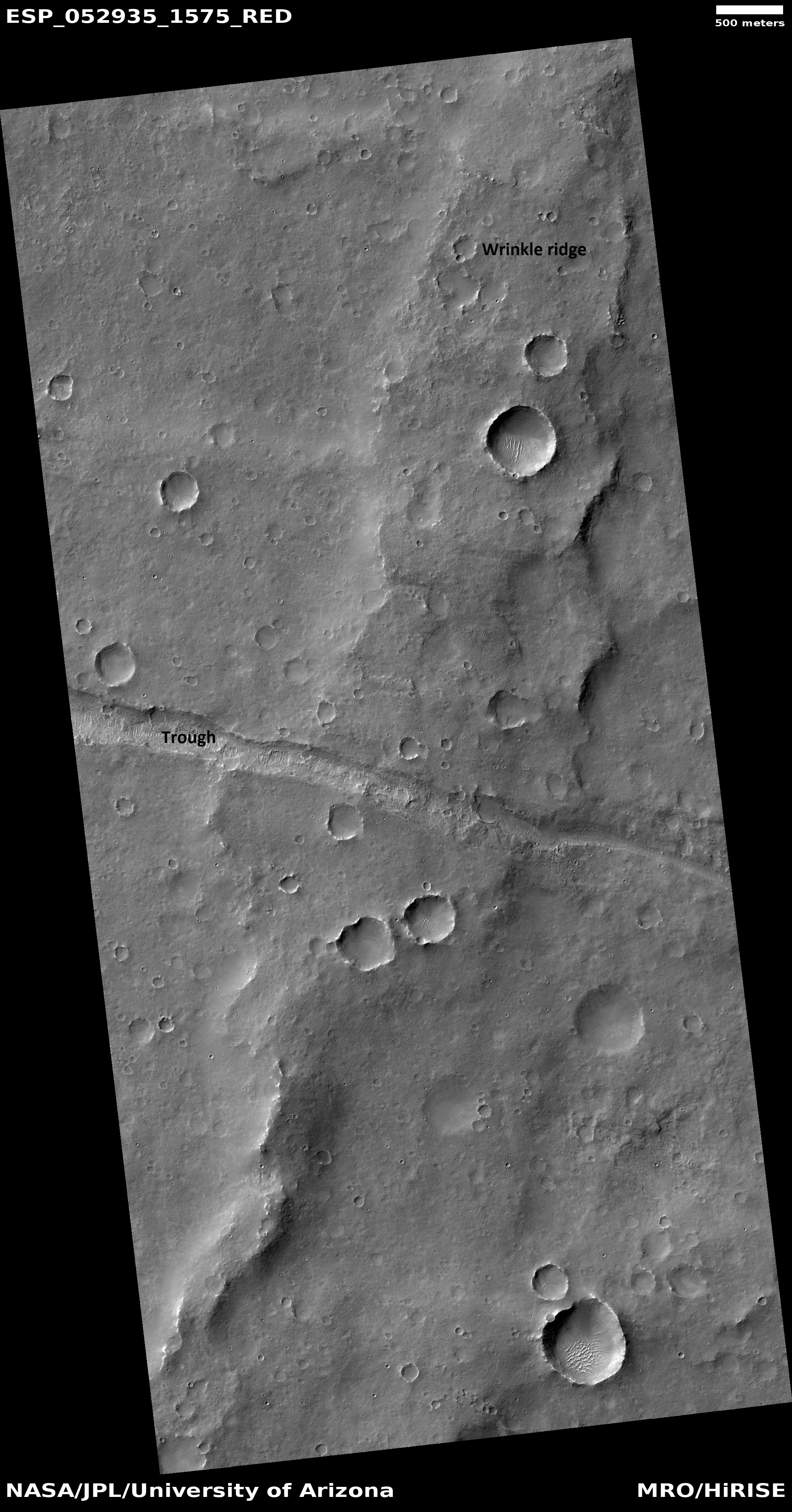
Trough cutting a wrinkle ridge, as seen by HiRISE under HiWish program  Location is the Coprates quadrangle, Mars.